# 长城 (电影)
《长城》（英語：The Great Wall）是一部2016年美国和中國大陸合拍的歷史奇幻動作片，由张艺谋執導，此片同時亦是其首部導演的英语及3D電影。電影由中美演員合演，包括劉德華、景甜、张涵予、彭于晏等華人演員與马特·戴蒙、威廉·達佛及佩德羅·帕斯卡等美國演員合作主演。
電影的主要拍攝工作在2015年3月30日於青島開始，並於2016年12月6日在北京首映。電影於2016年12月15日在中國大陸上映，2017年2月17日在美國上映，而台灣的公映版本有部分鏡頭遭到刪減，為時30到40秒。
電影全球获得3.34亿美元票房，對比1.5億美元的拍攝預算，被視為票房失利，亏损7500萬美元。

## 劇情
在宋朝仁宗皇帝在位期間，中國长城以北幾英里，一班由二十名來自歐洲的僱傭兵團為了尋找傳說中的黑火藥並帶回欧洲發橫財而來到中國，他們長期與契丹人互有爭戰，導致一行人當中有不少死傷。有一天因僱傭兵團再遭契丹人襲擊，結果眾倖存者逃跑至一個洞穴裡避難，然而眾人突然被一個未知的怪物攻擊，只剩下威廉（马特·戴蒙 飾）和托瓦爾（佩德羅·帕斯卡 飾）兩人生還，威廉更把怪物的手砍掉，二人決定帶著它同行並試圖找出襲擊他們的怪物是何方神聖。翌日他們準備再次出發時又一次遭契丹人攻擊，但他們意外逃到長城前，結果兩人被邵殿帥（张涵予 飾）和王軍師（劉德華 飾）領導的一队名為「無影禁軍」的軍隊的士兵抓獲。
威廉兩人被押至大殿後，眾人都看到怪物的前爪後無不驚駭，「無影禁軍」的其中一名指揮官兼女將林梅（景甜 飾）因懂得說英語而負責審問兩人以核實其身份以及如何把怪物的爪砍下的經過，邵將軍亦預料怪物即將來襲，就在此時怪獸襲擊長城，整個營也隨即動員起來，並下令將威廉兩人暫時收押。王軍師帶兩人至囚室時表示他們殺死的怪物為每60年襲擊長城意圖攻入中國的魔物饕餮，而他們殺死的實際上是斥候，從而推算饕餮大軍比預期中早了九天發動攻擊。由於囚室的鑰匙失蹤的關係，故此王軍師決定改為押至城樓並交由士兵代為看守。
饕餮大軍開始攻城，威廉兩人從戰鬥中分析出「無影禁軍」分作五個分支：由邵殿帥帶領的黑衣近戰部隊「熊軍」；由林梅帶領的藍衣飛索奇襲女兵部隊「鶴軍」；由陳將軍（林更新 飾）帶領的紅衣弓箭手遠攻部隊「鷹軍」；由吳將軍（彭于晏 飾）帶領的黃衣機關工事與火砲部隊「虎軍」；以及由鄧將軍（黃軒 飾）帶領的紫衣騎兵部隊「鹿軍」，而且威廉兩人發現在另一邊城樓出現了另一名歐洲人巴拉德（威廉·達佛 飾）。饕餮王亦於此時出陣並指揮其他的饕餮攻上城樓，威廉激勵了面帶驚恐的熊軍小兵彭勇與怪物對抗，並叫來巴拉德解救他們兩人並以各自的本領協助擊退饕餮，饕餮王亦因不想進行時間戰關係而帶領饕餮們撤退。
因威廉及托瓦爾兩人的英勇及優秀表現獲邵殿帥讚賞而厚待兩人並給予他們一間客房，並於第二天獲邵殿帥等人邀請下參與了他們的宴會並演繹神乎其技的箭術，威廉與林梅兩人相互了解後發展出友情，儘管兩人出身及遭遇相似，但因威廉只是為了錢財及生存而活的僱傭兵關係，故此林梅決定帶他上城牆的飛索攻擊台讓他嘗試使用飛索時向他講述信任的重要性，並表示他們付上生命的賭注及犧牲實為有更大意義。到了晚上，威廉及托瓦爾來到巴拉德的房間商討逃走計劃，但此時王軍師召了他們過來，原來王軍師發現了威廉他們斬下那隻饕餮斥候前爪時因身上帶著磁石，故此決定借用磁石作為研究對策，並向他們講述饕餮出現的一切真相：於2000年前，有一名皇帝因貪婪無度，導致天下民不聊生，結果上天降下一顆帶有綠光的隕石擊落至鉤吾山，從中產生了饕餮，並以每60年攻擊一次中國作為向世人告誡貪婪的後果。饕餮們出外掠食後會同時將食物帶回不會捕獵的饕餮王身邊並餵飽牠，從而繁殖更多的饕餮，並警告饕餮群一旦攻至距離長城八百里外的京城汴梁的話，當地的二百萬人口隨即成為他們的食糧之餘，全中國將會覆滅甚至影響到全世界。
就在當晚，邵殿帥緊急巡查西箭樓，並發現了一隻饕餮於城牆上殺死幾個守軍，實際上這是饕餮的陷阱，邵殿帥因而遭另一隻饕餮偷襲並受重傷，從而證實王軍師之前有關饕餮會進化的理論，邵殿帥臨終前向眾將士宣佈林梅繼承無影禁軍殿帥之位。「樞密院特使」沈大人（鄭愷 飾）帶來了900年前的史料，證實磁石可影響饕餮的感管，從而突然靜止。為了驗證此理論，威廉想出了捕捉饕餮的戰略，托瓦爾私下警告威廉別再混這灘水並等待逃亡機會。眾將士於下1次饕餮的襲擊中成功活捉1隻饕餮，並證實了王軍師的理論成立，但沈大人竟帶同已靜止不動的饕餮回宮讓皇上（王俊凱 飾）先睹為快。後來眾將士得知饕餮們早已於長城底下挖了密道攻入中原，而托瓦與巴拉德在此時竊走火藥趁亂逃跑，威廉不但無法成功勸止兩人，更遭林梅當成叛徒等候處置，但因為彭勇的求情下改為囚禁。
無影禁軍為了追上饕餮們而利用熱氣球，但因各人不熟練使用而造成反效果製造更多無辜的死傷。這時王軍師受到林梅的指示放走威廉、讓他帶走想要的東西回歐洲，並警告其他歐洲人饕餮將毀滅世界，並告知了如何化解這禍害的方法，但威廉決定一起留下來打擊饕餮，故此與王軍師並帶上彭勇趕往汴梁抵擋饕餮大軍。林梅來到汴梁時發現汴梁早已成為人間煉獄，並與威廉等人會合後一同進宮面聖，王軍師決定利用他們所捕獲的饕餮綁上炸藥，並提供食物餵飽牠，讓牠向饕餮王餵食時引爆炸藥將饕餮王炸死。無影禁軍方面包括掩護林梅等人的彭勇在內眾多將士陣亡，而王軍師帶著磁石替林梅及威廉爭取時間跑上高塔頂發射火箭引爆炸藥，但被饕餮王身邊的護盾饕餮將火箭擋開，饕餮王看見威廉及林梅於塔上後指揮所有饕餮攻擊高塔，王軍師最終因為支持不住而把磁石丟給林梅及威廉兩人後英勇犧牲。最後林梅以自己擅長的飛索技術以及兩人的投擲技巧先把磁石扔向饕餮王令護盾饕餮的防護罩留有缺口並把帶有炸藥的標槍經缺口扔入饕餮王面前，結果饕餮王當場被炸死，所有饕餮亦因而變成沒有靈魂的軀殼，變相成功將饕餮們全數消滅。
宋朝為了感謝因功被視為英雄的威廉，給他選擇是要火藥還是選擇帶走被鹿軍抓回來的托瓦爾，威廉選擇與托瓦爾一同回到歐洲，宋朝派一隊騎兵護送他一路回歐洲免受契丹人騷擾，並且被提拔為驃騎大將軍的林梅帶領至長城外送別。

## 角色

### 美国演员
| 演員          | 角色                       |
| ------------- | -------------------------- |
| 马特·戴蒙     | 威廉·加林（William Garin） |
| 佩德羅·帕斯卡 | 派洛·托瓦爾（Pero Tovar）  |
| 威廉·達佛     | 巴拉德（Ballard）          |
| 努曼·阿卡爾   | 纳吉（Najib）              |
| 约翰尼·希科   | 里泽蒂（Rizzetti）         |

### 华人演员
| 演員   | 角色                |
| ------ | ------------------- |
| 劉德華 | 王军师 （特別出演） |
| 景甜   | “鹤军将领”林梅      |
| 张涵予 | “熊軍将領”邵殿帅    |
| 彭于晏 | “虎军将领”吴将军    |
| 林更新 | “鹰军将领”陈将军    |
| 黄轩   | “鹿军将领”邓将军    |
| 郑恺   | “枢密院特使”沈大人  |
| 陳學冬 | “御林军”军官        |
| 余心恬 | “鹤军副将”曉鈺      |
| 刘琼   | “鹤军副将”李青      |
| 鹿晗   | “熊军士兵”彭勇      |
| 王俊凯 | 皇帝 宋仁宗         |
| 李亨   | 传令兵              |

## 制作

### 发展
2014年3月，张艺谋在纽约大学与李安公开对话时表示将与好莱坞电影公司合作执导一部大投资的英语电影。同年6月，张艺谋在北京与电影《哥斯拉》的导演加雷斯·爱德华对话时首度承认将和好莱坞公司合拍电影《长城》。同年12月有消息称电影预算为1.35亿美元，将在2015年春季开拍，2016年完成后期制作并于12月上映。
该片的灵感来自于传奇影业CEO托马斯·图尔和2013年电影《地球末日戰》的原著作者麦克斯·布鲁克斯，他们希望打造关于长城这座伟大的中国古建筑背后的神秘起源和传奇故事，兼具动作和科幻等元素。剧本由《谍影重重》系列的编剧東尼·格萊负责。
《长城》投资1.5亿美元，由传奇影业、环球影业、乐视影业、中国电影联合投资制作。传奇影业作为最大的出品方，投资比例约为50%。同时传奇影业也是开发方和制片方，负责日常的制片管理、拍摄。环球影业是第二大投资方。2016年1月，传奇影业被万达集团收购，因此万达集团成为《长城》最大的投资方，发行方之一的五洲发行同样是万达集团旗下的发行公司。本片的发行方由乐视影业、五洲发行、中国电影、传奇东方、环球影业等组成，其中环球影业负责海外发行业务。
该片被视为中国电影与好莱坞合作，采用好莱坞大片模式的一次尝试。《长城》制片人罗异在公开场合表示，“对于《长城》来说，它更是一众投资商的一场赌局，尝试的意义已超越输赢。”《长城》的票房成败不仅关系着乐视、万达等上市公司的影视资产是否继续充足，还关系着这种好莱坞大片模式能否在中国继续。特别是传奇影业的盈利情况受《长城》票房的直接影响。
2015年3月11日，影片的演员阵容正式公布，除了刘德华外的其他演员都是首次与张艺谋合作。刘德华和马特·戴蒙分别是港版《無間道》和美版《無間道風雲》中的反派主角。景甜为演好动作戏和讲好英语台词在开拍前到美国进行了6个多月的全方位集训。

### 拍摄
2015年3月23日，张艺谋妻子陈婷发微博称导演正式进驻剧组。3月30日在青岛灵山影视城正式开机拍摄。6月上旬，媒体报道剧组正在北京中影集团的怀柔影视基地拍摄。7月2日下午，导演、主演等主创人员在北京柏悦酒店举行杀青发布会，张艺谋表示电影虽然是讲好莱坞式的“打怪兽”，但是剧本很好故事很吸引他，当中还蕴含着中国文化的元素。张导表示怪兽的原型参考自《山海经》。同年8月7日正式杀青，进入后期制作阶段。
参与过《阿凡達》和《魔獸：崛起》的服装设计师Mayes C. Rubeo担任服装设计，参与过《芝加哥》、《加勒比海盗》等片并获得了两次奥斯卡奖的美术师约翰·迈尔负责美术设计，参与过《金鋼狼》、《终结者》、《加勒比海盗》等片的特技师菲尔·布伦南负责特技，后期特效主要由好莱坞公司工业光魔负责制作，维塔数码则负责武器、盔甲和怪兽设计工作。

## 音乐原声
| 曲目            | 作曲                          | 作词                        | 演唱           | 类型       |
| --------------- | ----------------------------- | --------------------------- | -------------- | ---------- |
| 《缘分一道桥》  | 王力宏                        | 方文山                      | 王力宏、谭维维 | 片尾曲     |
| 《Battlefield》 | King Logan/Paul "P.J." Morton | Josiah "JoJo" Martin/张靓颖 | 张靓颖         | 全球推广曲 |

## 发行
原定於2016年9月30日在瑞典率先上映，初步预订11月23日于北美、11月24日于荷兰、12月22日于德国、2017年1月6日于英国上映。后来北美档期改至2017年2月17日。2016年7月28日，片方公布首款预告片。

### 評價
《長城》的風評與專業影評普遍不佳。
爛番茄根據235篇評論，新鮮度35%，平均得分4.90／10。Metacritic得分42，口碑不佳。影院評分就觀眾進行調查後，在A+到F間，給予電影B級的評價。影音俱樂部也給予電影B級的評價。
好萊塢報導批評：「《長城》是該片導演與演員職業生涯中，最無趣的大片。」
在中國大陸地區的評分網站則反應兩極，豆瓣、猫眼电影均給予低分評價，而淘票票、微博電影、时光网則給予較高分數；貓眼電影事後即因故將「專業評分」取消，留下較高分的「觀眾評分」。

### 票房
北美方面，《長城》估計於首週末能從三千兩百多間戲院中獲得1700萬至1900萬美元左右的票房。美國首週末票房總計1810萬美元，為居當週第三。
中國大陆方面，首週末票房總收入為6,740萬美元（约4.69亿元人民币）。12月25日，票房突破8亿元人民币。
万达为保资本运作，为《长城》极力护航，竭尽全力展开宣发工作，并依靠强大院线系统为《长城》强力排片支持，以尽其所能推高票房。但因《长城》投资超过8亿元人民币，故据推测票房需要达到25亿元人民币才能勉强回本。鉴于该片的票房表现，该片很难收回成本。《长城》上映后，上市公司万达院线、中国大陸电影的股价也连跌不止。
台灣方面，首週三天票房為新台幣6,224萬元；次週票房累計至新台幣9,430萬元；最終全台票房為新台幣1.29億元。
| 上一届： 《你的名字。》   | 2016年中国大陆一周票房冠军 第51-52週 | 下一届： 《铁道飞虎》(2017年) |
| 上一届： 《歡樂好聲音》   | 2017年香港週末票房冠軍 第2週         | 下一届： 《惱爸偏頭痛》       |
| 上一届： 《星際過客》     | 2016年台北週末票房冠軍 第53週        | 下一届： 《長城》(2017年)     |
| 上一届： 《長城》(2016年) | 2017年台北週末票房冠軍 第1週         | 下一届： 《樂來越愛你》       |

## 争议事件

### 角色代表
电影在筹备和拍摄期间，片方的宣传都把刘德华当作中方演员的主要代表和主角来对待，但是在发布首款预告片和通告演员表中，却将劉德華排在马特·戴蒙、景甜、佩德羅·帕斯卡和威廉·達佛之后，仅排列第五位，刘的排位引起许多刘德华粉丝的不满，以百度刘德华吧为代表的不少华迷在新浪微博质疑片方的此举伤害了刘德华和一直关注本片的许多影迷。
影片的第一段预告片发布后，美国华裔喜剧女星吳恬敏在推特上发表文章，“认为只有白人才能拯救世界是一种种族歧视”，吴说：“我们的英雄不是像马特·达蒙这样的。他们更像马拉拉、甘地、曼德拉，或者是为你出头的姊姊。我们不需要被救赎。我们热爱自己的肤色、文化、我们自己的力量和故事”，“金钱是人类历史上最无足轻重的藉口。我们也不必对中国的投资者求全责备。更重要的是我们能够指出被反复暗示的种族歧视的观念，好像白人就是比有色人种更优越，有色人种需要借助白人的力量来实现救赎。”

### 网络评分
影片上映后，到2017年7月27日在豆瓣的评分仅有4.9分。而在其他中国内地网站评价高些，在淘票票网站上评分8.5分，微博电影评分7.6分，时光网评分7.3分。2016年12月28日，中共党媒《人民日报》客户端发表文章《豆瓣、猫眼电影评分面临信用危机 恶评伤害电影产业》，批判豆瓣网、猫眼电影评分被有意打低，伤害了以《长城》等三部影片为代表的中国电影产业。文章中还引用了艾漫数据关于这三部影片的好评率，来对比豆瓣网、猫眼电影的低评分。被点名批判的猫眼电影当天便取消了《长城》等影片的“专业评分”（原本《长城》的专业评分仅4.9分），为《长城》仅保留了“观众评分”8.4分的高分。《人民日报》客户端文章发表后，迅速成为中国内地媒体关注的热点，被中国内地媒体大量转发。然而，在12月28日晚上8点，《人民日报》评论部微信公众号发表评论文《【锐评】中国电影，要有容得下“一星”的肚量》，文中总结：“中国电影，要有容得下“打一星”的肚量。网友的评价虽然不一定就是“权威”，但也是观众心声的投射。说到底，真正拿出立得住、传得开、留得下的作品，可能是重要得多得多的问题。”由于其前后立场完全相反再次引发网友质疑，要求人民日报表态其立场，人民日报评论部随即回复网民：“以此为准”。人民日报海外版公众号随后也发表评论文章《自信国度应该容下无数个豆瓣》，再次证实其观点。